# Parancistrocerus laticlypeus
Parancistrocerus laticlypeus (лат.) — вид одиночных ос рода Parancistrocerus (Eumeninae, Vespidae). Юго-Восточная Азия: Таиланд. Мелкие осы (длина менее 1 см). Основная окраска чёрная со светлыми отметинами. Брюшко стебельчатое. От близких видов отличается следующими признаками: апикальные полосы тергитов T1 и T2 тонкие и слоново-белые, пунктировка на T1 и T2 относительно редкая; апикальная ширина наличника явно шире: 1,6× ширины между усиковыми впадинами; T2 равномерно и умеренно вздута от основания к вершине; апикальное удлинение тергита T3 относится к продолжению края, а не исходит из вершины ниже T3. Вершина Т3 удлинена мезально. Вторая субмаргинальная ячейка переднего крыла нестебельчатая. На передней части переднеспинки есть пара срединных ямок. Вид был впервые описан в ходе ревизии юго-восточно-азиатских видов, проведённой в 2019 году энтомологами Т.Ли (Chongqing Normal University, Chongqing, КНР) и Джеймсом Карпентером (Division of Invertebrate Zoology, American Museum of Natural History, Нью-Йорк, США). Осы Parancistrocerus строят гнёзда в различных полостях, а взрослые самки охотятся на личинок насекомых, в которых происходит развитие личинок ос.